# Großenhainer Grundlinie

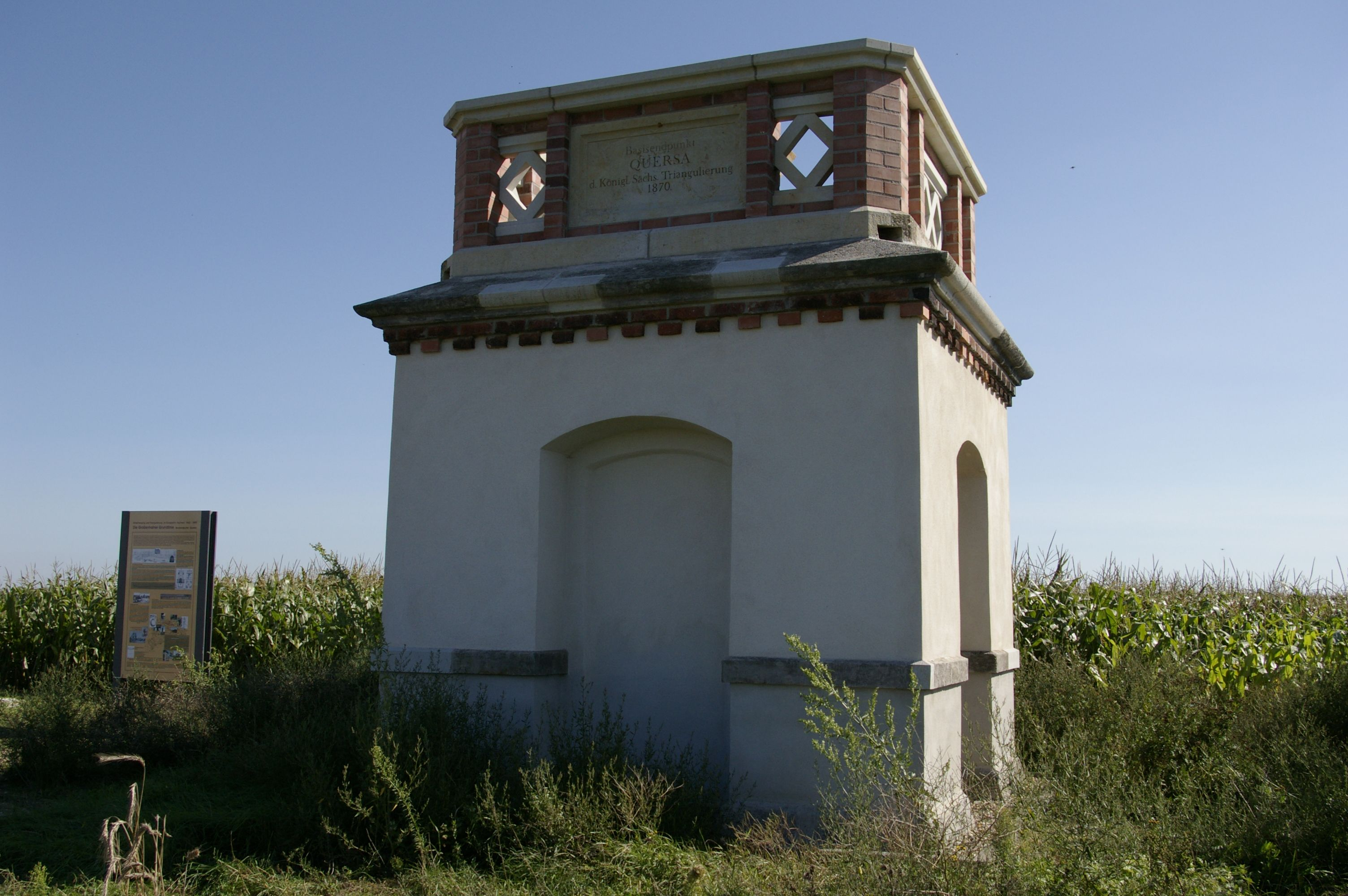
Basisende Quersa

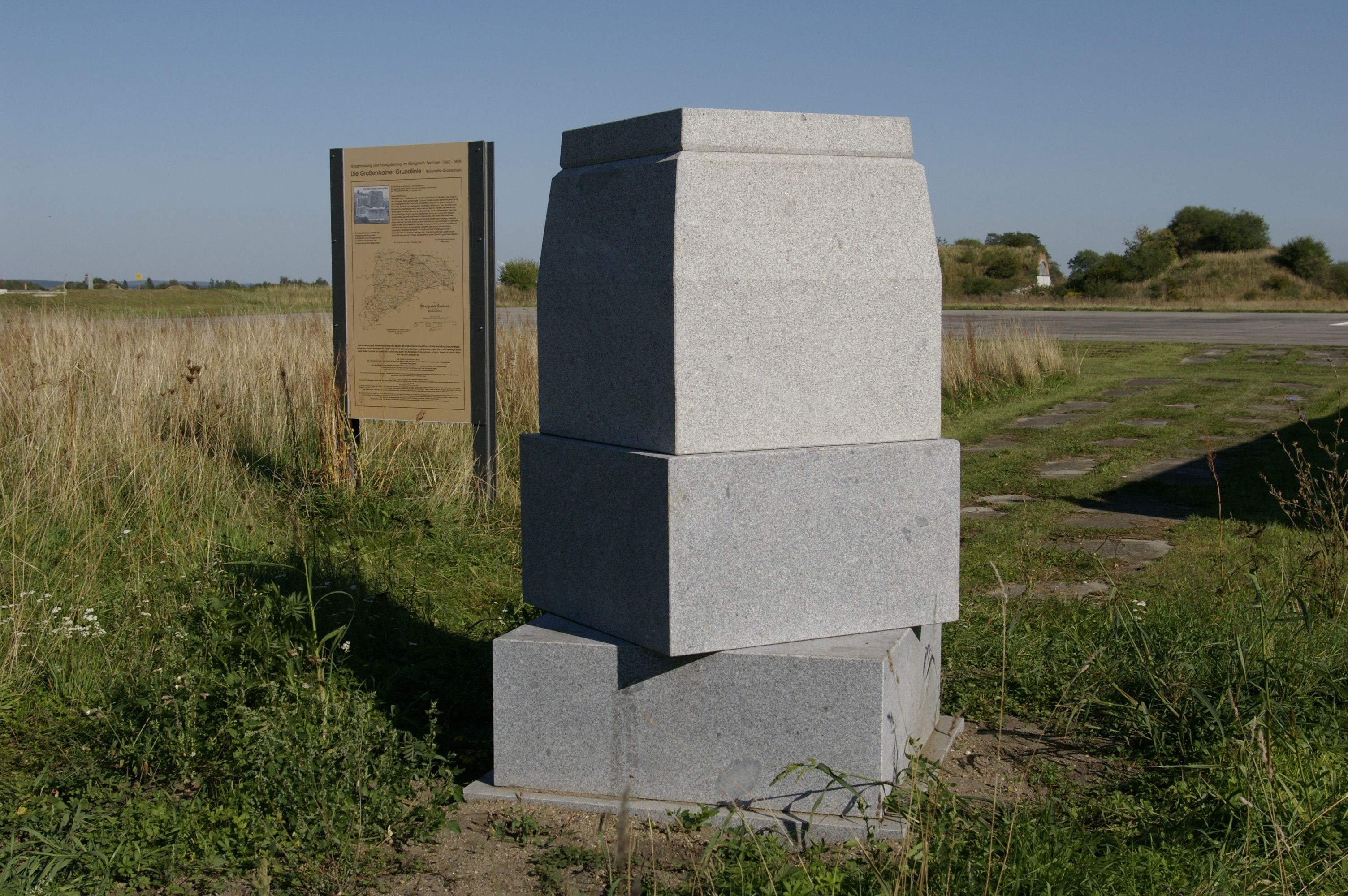
Basismitte Großenhain

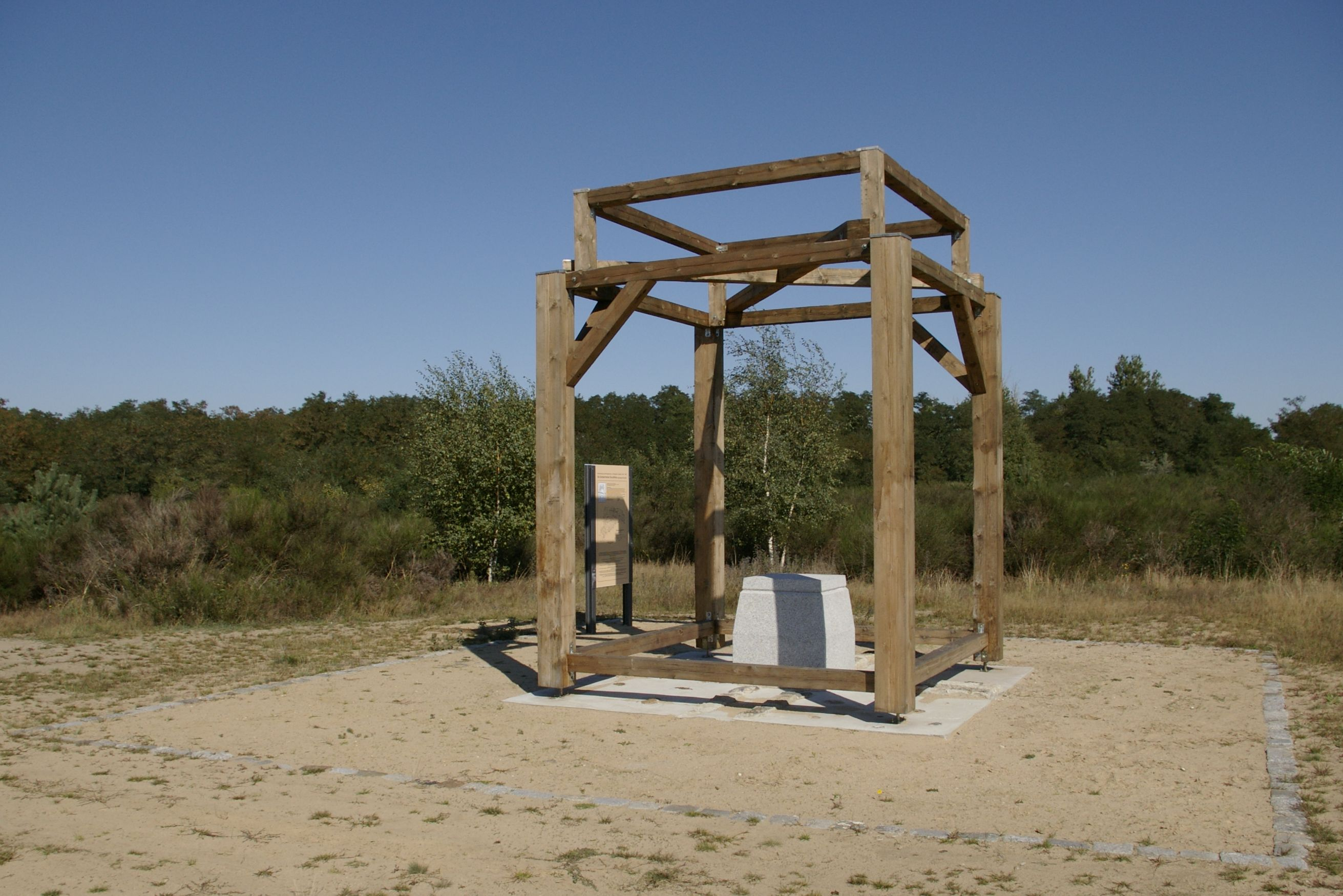
Basisende Raschütz

Die Großenhainer Grundlinie war die Basislinie für die Königlich-Sächsische Triangulation und gleichzeitig der sächsische Beitrag zur Mitteleuropäischen Gradmessung. Sie besteht aus drei geodätischen Festpunkten:
- östliches Basisende Quersa (Station 32 im Königl. Sächs. Dreiecksnetz) – Koordinaten: 51° 18′ 45,1″ N, 13° 37′ 14,8″ O
- Basismitte Großenhain (Station 33) – Koordinaten: 51° 18′ 17,8″ N, 13° 33′ 15,2″ O
- westliches Basisende Raschütz (Station 34) – Koordinaten: 51° 17′ 53,4″ N, 13° 29′ 42,3″ O

Die Punkte wurden in den Jahren 1869 bis 1872 angelegt. Über einem in den Boden eingelassenen Grundpfeiler erhebt sich ein Basishäuschen, auf dem sich ein weiterer Pfeiler genau senkrecht über dem Basispfeiler befindet. In dieser Form existiert nur noch der Punkt Quersa.

## Restaurierung
Ab 2005 wurde die Grundlinie restauriert.
- Der Punkt Quersa, bei dem das Basishäuschen noch vorhanden war, konnte originalgetreu wiederhergestellt werden. An der Balustrade findet sich die Inschrift „Basisendpunkt QUERSA d. Königl. Sächs. Triangulierung 1870“, im Original dürfte es „Triangulirung“ geheißen haben.
- Vom Punkt Raschütz waren noch der in den Boden eingelassene Grundpfeiler und Fundamentreste des Häuschens vorhanden, 2005 wurde ein offensichtlich neuer Granitkopf auf den Pfeiler gesetzt und die Umrisse des Häuschens am Boden und in die Höhe durch ein Gestell aus Holzbalken nachgebildet.
- Der Punkt an der Basismitte Großenhain befand sich lange Jahre auf dem Gelände eines Militärflugplatzes, der heute privat genutzt wird. An seiner Stelle steht ebenerdig eine Kopie des ursprünglichen Basispfeilers.

An jedem der Punkte wurde eine Informationstafel aufgestellt.
Nach der Restaurierung wurde die Großenhainer Grundlinie am 17. März 2006 feierlich wieder eingeweiht.

## Nutzung
Die eigentliche Basis wird von den beiden Endpunkten gebildet, der Mittelpunkt diente zur Vereinfachung, um bei Nachmessungen die Einzelstrecken getrennt bestimmen zu können. Die Bestimmung der Basis erfolgte durch Längenmessung mit dem Besselschen Messapparat auf 8908,648 m. Von der Basis ausgehend wurde die Länge mittels Triangulation auf die Dreiecksseite Collm – Keulenberg übertragen und damit der Maßstab des ganzen Dreiecksnetzes bestimmt.

## Erweiterung nach Oberösterreich und zur Adria
Der sächsische Meridianbogen wurde im späten 19. Jahrhundert auch in ein Großprojekt Österreich-Ungarns für mitteleuropäische Erdmessung eingebunden, um die genaue Form des Geoids in einem Nord-Süd-Profil zu bestimmen.
Als Zentralteil dieser über 600 km langen Triangulationskette – dem Meridianbogen Großenhain-Kremsmünster-Pola – diente der oberösterreichischen Meridianbogen Kremsmünster. Im Norden schloss der Großenhainer Bogen und eine Zwischenkette aus älteren Messungen an, im Süden ein eigenes Netz erster Ordnung durch den Süden Österreichs bis zur Adria beim Marinehafen Pola (heute Kroatien). Als Fundamentalpunkt diente der Gusterberg unweit des Benediktinerstiftes Kremsmünster.